# Plavání na otevřené vodě na mistrovství světa v plaveckých sportech 1998
Závody v plavání na otevřené vodě na mistrovství světa v plaveckých sportech za rok 1998 proběhly v Perthu, Austrálie 10. ledna 1998.

## Česká stopa
V závodě na 25 km žen startovalo 17 závodnic – Radka Nechmačová (*1978) z KPSP Kometa Brno obsadila 14. místo.

## Výsledky

### Individuální disciplíny
| Muži  | Zlato                | Zlato     | Stříbro                 | Stříbro   | Bronz                   | Bronz     |
| ----- | -------------------- | --------- | ----------------------- | --------- | ----------------------- | --------- |
| 5 km  | Alexej Akaťjev (RUS) | 55:18,6   | Ky Hurst (AUS)          | 55:24,9   | Luca Baldini (ITA)      | 55:37,4   |
| 25 km | Alexej Akaťjev (RUS) | 5:05:42,1 | David Meca (ESP)        | 5:07:22,9 | Gabriel Chaillou (ARG)  | 5:07:52,6 |
| Ženy  | Zlato                | Zlato     | Stříbro                 | Stříbro   | Bronz                   | Bronz     |
| 5 km  | Erica Roseová (USA)  | 59:23,5   | Edith van Dijková (NED) | 1:00:58,5 | Peggy Büchseová (GER)   | 1:01:05,8 |
| 25 km | Tobie Smithová (USA) | 5:31:20,1 | Peggy Büchseová (GER)   | 5:32:19,2 | Edith van Dijková (NED) | 5:38:06,9 |

### Tým
| Mix                    | Zlato                                                                   | Zlato      | Stříbro                                                           | Stříbro    | Bronz                                                             | Bronz      |
| ---------------------- | ----------------------------------------------------------------------- | ---------- | ----------------------------------------------------------------- | ---------- | ----------------------------------------------------------------- | ---------- |
| 5 km smíšené družstvo  | USA (USA) (Erica Roseová, John Flanagan, Austin Ramirez)                | 2:52:12,2  | Rusko (RUS) (Olga Gusevová, Alexej Akaťjev, Jevgenij Bezručenko)  | 2:52:16,7  | Itálie (ITA) (Valeria Caspriniová, Luca Baldini, Fabio Venturini) | 2:52:41,6  |
| 25 km smíšené družstvo | Itálie (ITA) (Valeria Caspriniová, Claudio Gargaro, Fabrizio Pescatori) | 16:10:18,2 | Austrálie (AUS) (Tracey Knowlesová, Grant Robinsonn, Mark Saliba) | 16:22:54,3 | USA (USA) (Tobie Smithová, Nathan Stooke, Chuck Wiley)            | 16:46:13,3 |

## Medailová bilance
V plavání na otevřené vodě se rozdělily celkem 6 sad medailí.
| Pořadí | Stát             |       | Muži    | Muži  | Muži  |         | Ženy  | Ženy  | Ženy    |       | Mix   | Mix     | Mix   |  | Muži + Ženy + Mix | Muži + Ženy + Mix | Muži + Ženy + Mix | Celkem |
| Pořadí | Stát             | Zlato | Stříbro | Bronz | Zlato | Stříbro | Bronz | Zlato | Stříbro | Bronz | Zlato | Stříbro | Bronz |  |                   |                   |                   | Celkem |
| ------ | ---------------- | ----- | ------- | ----- | ----- | ------- | ----- | ----- | ------- | ----- | ----- | ------- | ----- |  | ----------------- | ----------------- | ----------------- | ------ |
| 1.     | USA (USA)        |       | 0       | 0     | 0     |         | 2     | 0     | 0       |       | 1     | 0       | 1     |  | 3                 | 0                 | 1                 | 4      |
| 2.     | Rusko (RUS)      |       | 2       | 0     | 0     |         | 0     | 0     | 0       |       | 0     | 1       | 0     |  | 2                 | 1                 | 0                 | 3      |
| 3.     | Itálie (ITA)     |       | 0       | 0     | 1     |         | 0     | 0     | 0       |       | 1     | 0       | 1     |  | 1                 | 0                 | 2                 | 3      |
| 4.     | Austrálie (AUS)  |       | 0       | 1     | 0     |         | 0     | 0     | 0       |       | 0     | 1       | 0     |  | 0                 | 2                 | 0                 | 2      |
| 5.     | Nizozemsko (NED) |       | 0       | 0     | 0     |         | 0     | 1     | 1       |       | 0     | 0       | 0     |  | 0                 | 1                 | 1                 | 2      |
| 5.     | Německo (GER)    |       | 0       | 0     | 0     |         | 0     | 1     | 1       |       | 0     | 0       | 0     |  | 0                 | 1                 | 1                 | 2      |
| 7.     | Španělsko (ESP)  |       | 0       | 1     | 0     |         | 0     | 0     | 0       |       | 0     | 0       | 0     |  | 0                 | 1                 | 0                 | 1      |
| 8.     | Argentina (ARG)  |       | 0       | 0     | 1     |         | 0     | 0     | 0       |       | 0     | 0       | 0     |  | 0                 | 0                 | 1                 | 1      |
| Celkem | Celkem           |       | 2       | 2     | 2     |         | 2     | 2     | 2       |       | 2     | 2       | 2     |  | 6                 | 6                 | 6                 | 18     |